# 柠檬市场
《柠檬市场：品質不确定性和市场机制》（英語：The Market for Lemons: Quality Uncertainty and the Market Mechanism）是美国经济学家乔治·阿克洛夫在1970年发表的一篇論文。在這篇論文中解釋了，當市場中，買方與賣方存在資訊不對等時，市場中的商品品質會一直下降的經濟現象。乔治·阿克洛夫，與迈克尔·斯彭斯與约瑟夫·斯蒂格利茨等三人，因為在不對稱資訊上的研究，共同獲得2001年的诺贝尔经济学奖。
该论文曾经因为被认为“肤浅”，先后遭到三家权威的经济学刊物拒绝。几经周折，该论文才得以在哈佛大学的《经济学季刊》上发表，结果立刻引起巨大反响。
在這篇論文題目中的檸檬（Lemon），是一個美國俚語，指在購買後才被發現品質有問題的車子；而高品質的舊車，在美國俚語中稱為桃子（Peach）。這個論文中假定在一個二手車市場中，存在著高品質的舊車（成本為ppeach）跟低品質的車（成本為plemon）。假設買方不能分辨出這兩種車的差異，在這個狀況下，買方願意付的價格，是好車與壞車價格的平均值（pavg）。但是賣方知道他們手上的車，是桃子，還是檸檬。在買方願意付出的價格是固定的前提下，只有在賣方手上的車是檸檬時，才會達成交易（因為plemon < pavg）。若他們手上的車是桃子，賣方將會離開市場，交易無法達成（因為 ppeach > pavg）。
這篇論文顯示，在信息不对称下，因為市場中的價格過低，價格機制將驅使擁有好車的賣方離開市場，形成逆向選擇。最終造成市場中充滿劣質品，使市場崩潰。

## 概論
乔治·阿克尔洛夫举了一个二手车（美國俚語稱有瑕疵的車輛為「檸檬」、Lemon）市场的案例：在二手车市场中，卖者比买者拥有更多关于二手车的信息，二者之间存在着信息不对称。例如賣方認為品質較好的車如果對方出價30萬美元以上則可出手，而品質較差的車如果對方出價10萬美元以上即可出手。但由于買方無從知曉商品的真實品質（例如懷疑對方以次充好），唯一的办法就是压低价格以避免信息不对称带来的风险损失。例如經過討價還價後買方發現賣方對不同的車有不同的期待價位，則放棄購買高於平均值20萬美元的商品。于是无论卖者的二手车多好，买者都不会出高价。买者的低价反过头来使得卖方放棄出售價值在20萬美元以上的商品，只能提供品質較低的商品來維持利潤。经过一定時期以後，由於買方仍然無法判斷二手車的品質，因此再次壓低價格，使得交易價格的上限降低到15萬美元。由於这样的恶性循环，低质品充斥市场，高质品被逐出市场，最后导致二手车市场中的商品品質越來越差，降低社會的整體福利，例如無法買到質優的二手車或低質二手車過多造成交通事故頻傳。